# Hassan Nashat
Hassan Naschat Pascha (* 1895 in Kairo; † nach 1964) war ein ägyptischer Diplomat.

## Leben
Hassan Nashat war der Sohn eines Offiziers. Er studierte die Rechtswissenschaften und wurde Dozent an der Law school in Alexandria, anschließend war er Bürovorsteher des Justizministers. Dieser empfahl ihn 1921 dem späteren König Fu'ād I. als Sekretär für einen zu bildenden Thronrat. Als Fu'ād 1922 die Wandlung vom Sultan zum König vollzog, wurde Hassan Nashat sous-chef de cabinet. Naschat entwickelte als Berater von Fu'ād einen Nachrichtendienst, der sich mit dem Machterhalt gegen Khedive Abbas II. in Genf richtete, aber von den Ägyptern weltweit gefürchtet wurde. Edmund Allenby, 1. Viscount Allenby vermisste ein konsequentes Vorgehen gegen Saad Zaghlul und seine Anhänger.
Hassan Naschat bereiste im Frühjahr 1923 drei Monate Europa und wurde von Muhammad Tawfiq Nasim Pascha als Unterchef des Kronrates abgelöst. Er wurde zum Vorsitzenden des Schiedsgerichtes und bald darauf zum Staatsminister im Waqfs-Ministerium ernannt. In dieser Position setzte er die Interessen von Fu'ād I. in der Exekutive durch und zeigte sich geschäftstüchtig. Hassan Naschat gründete die Ittihad (Einigkeitspartei), eine royalistische parastaatliche Organisation, in welcher er Studenten der al-Azhar-Universität rekrutierte, die sich mit politischem Mord beschäftigten. Hassan Naschat verfügte über Einfluss bei den ägyptischen Freimaurerlogen. Er setzte durch, dass die ägyptischen Diplomaten nicht der ägyptischen Regierung, sondern Fu'ād I. verpflichtet waren.
Als Saad Zaghlul im Herbst 1923 nach Ägypten zurückkehren durfte, beauftragte Fu'ād I. Hassan Nashat, diesen zu moderieren. Die Ittihad agitierte an der al-Azhar-Universität, dass der Sudan Teil des ägyptischen Königreichs sei, als Saad Zaghlul nach London einbestellt wurde. Fu'ād I. überschätzte Ittihad, was zum Auseinanderbrechen der bisherigen Regierungskoalition beitrug.
In der neuen Regierung sah sich Hassan Nashat in Opposition zu den Anhängern von Saad Zaghlul und anderseits der Liberal-Konstitutionellen Partei unter Innenminister Ismail Sidky Pascha gegenüber.
Hassan Naschat galt in Ägypten als Drahtzieher im Mord an Sirdar Lee Stack.
Edmund Allenby forderte in dieser Situation die Absetzung von Hassan Naschat als Staatsminister im Waqfs-Ministerium. Fu'ād I. ernannte ihn daraufhin 1927 als seinen Gesandten in Madrid. 1928 war er Gesandter in Teheran und schloss einen persisch-ägyptischen-Vertrag.
Von 1929 bis zum 24. Juni 1938 war er Gesandter in Berlin und verhandelte einen Vertrag über die Lieferung einer Papiermühle. Vom 24. Juni 1938 bis April 1944 war er Ambassador to the Court of St James’s. Im April 1944 heiratete er in London Patricia Priest (* 1921); da sie britische Staatsbürgerin war, musste er als Botschafter zurücktreten. Bei seiner Rückkehr wurde er nicht von Fu'ād I. empfangen. In der ersten Hälfte des Dezembers 1952 war er Teilnehmer einer Wirtschaftsdelegation bei Francisco Franco. 1964, unter der Regierung von Gamal Abdel Nasser lebte er mit seiner Familie im Osten von Alexandria und zog sich eine Krabben-Fischvergiftung zu.

## Auszeichnungen
- Grand Cordon of Nil-Orden
- 1939: Grand Cordon of the Order of Ismail